# 오시로나이역
오시로나이역(일본어: 尾白内駅)은 일본 홋카이도 가야베 군 모리정에 있는 홋카이도 여객철도 하코다테 본선(사와라 지선)의 역이다. 역 번호는 N64이며, 단선 승강장 1면 1선의 구조를 지닌 지상역이다.

## 역 주변
- 모리 정립 오시로나이 보육소

## 역사
- 1927년 12월 25일 : 오시마카이간 철도의 역으로서 개업.
- 1945년 1월 25일 : 오시마카이간 철도 국유화에 의해 폐지, 국철의 역으로서 재개업.
- 1987년 4월 1일 : 민영화에 의해, 홋카이도 여객철도로 이관.

## 인접 정차역
| 홋카이도 여객철도 하코다테 본선 | 홋카이도 여객철도 하코다테 본선 | 홋카이도 여객철도 하코다테 본선 |
| ------------------------------- | ------------------------------- | ------------------------------- |
| N65 가카리마 오누마 방면        | 사와라 지선                     | 히가시모리 N63 모리 방면        |